# Mannophryne caquetio
Mannophryne caquetio Mijares-Urrutia & Arends, 1999 è un anfibio anuro, appartenente alla famiglia degli Aromobatidi.

## Etimologia
L'epiteto specifico è il nome indigeno delle tribù che dominavano la maggior parte delle terre di Falcon prima della conquista spagnola e che ora sono estinte.

## Distribuzione e habitat
È endemica della Sierra de Churuguara in Venezuela. Si trova a 800 metri di altitudine nello stato di Falcón.